# Nicandro Castillo
Nicandro Castillo Gómez fue un compositor mexicano de música vernácula. Nació en Xochiatipan (estado de Hidalgo) el 17 de marzo de 1914. Sus primeros estudios los realizó en Molango (Hidalgo) y se formó como profesor normalista en la Escuela Normal de El Mexe.
El 30 de julio de 1990, falleció en la Ciudad de México a la edad de 76 años.

## Compositor
En 1933 llegó a la Ciudad de México a probar fortuna. Ingresó como cobrador de una tienda de telas, pero su mayor ambición era ingresar a un grupo musical. Su hermano Roque formaba parte del grupo Los Chinacos, y Nicandro tenía intenciones de incorporarse a esa agrupación musical dirigida por Pedro Galindo. Fue en el año de 1935 cuando por fin tuvo la oportunidad de incorporarse a Los Chinacos —que además de Roque, contaba entre sus integrantes a Elpidio Ramírez, El Viejo—. Como parte de esta agrupación, Nicandro Castillo realizó una serie de giras artísticas por el interior de la República Mexicana y el extranjero, e incluso participó en algunas películas en Hollywood.
En 1938, Nicandro publicó su primera composición musical, intitulada Si yo pudiera, de modo que Los Chinacos comenzaron a interpretar música de Nicandro Castillo. Un año más tarde, Pedro Galindo se retira del grupo para iniciar su carrera como actor, productor y director de cine. Con su retiro, Galindo impidió que el conjunto siguiera empleando el nombre de Los Chinacos, de modo que Nicandro Castillo y su hermano decidieron formar su propio conjunto, al que se incorporó el guitarrista tabasqueño Trinidad Castillo y, ocasionalmente, Elpidio Ramírez. Este nuevo conjunto musical tomó el nombre de Los Plateados.
Con Los Plateados, Nicandro Castillo intervino en distintas películas, como Seda, sangre y sol y Así se quiere en Jalisco, en compañía de Jorge Negrete; Cuando habla el corazón, con Pedro Infante; y La perla, con Pedro Armendáriz, entre muchas otras cintas mexicanas. Los Plateados se presentaron con éxito en la XEW y grabando para la RCA Víctor, interpretando básicamente las composiciones de Nicandro Castillo hasta 1949, año en que Nicandro decide retirarse del ambiente artístico y dedicarse, después de algún tiempo, a la administración pública en su estado natal.
En el año 2003, el etnomusicólogo [Enrique Rivas Paniagüa] publicó una autobiografía de Nicandro Castillo titulada, El Hidalguense, enriquecida con la letra y música de todas sus canciones, así como la referencia de las grabaciones hechas a cada una de ellas.
En 1958 realizó algunas grabaciones adicionales para RCA Víctor, con el acompañamiento del Mariachi Vargas de Tecalitlán de sus grandes éxitos y posteriormente grabó en forma independiente tres discos más con los siguientes títulos "Cielo Huasteco", "Las tres huastecas" y "Ocaso".
Compuso cerca de 100 canciones varias de las cuales tuvieron mucho éxito, las cuales han sido grabadas por múltiples artistas y cantantes desde los años 40 hasta la actualidad, como Los Tres Ases, Miguel Aceves Mejía, Pedro Infante, María de Lourdes, Vicente Fernández, Los Rogacianos, Los Tres Huastecos, Alberto Ángel "El Cuervo" y Antonio Aguilar entre otros. Las canciones más exitosas de su autoría son El Hidalguense, Las Tres Huastecas, El Cantador, La Calandria, Sueño, El Alegre, El Huasteco Enamorado, Fiesta Huasteca, El Gavilán Tamaulipeco, El Huasteco y Mi Huejutla.
Se le considera como el autor que comercializó al son huasteco dándolo a conocer en todo el mundo y logrando la aceptación de este ritmo motivando para que incluso, compositores ajenos a la huasteca, realizaran obras a ritmo de huapango.
En 1976 se le realizó un homenaje en el programa Siempre en Domingo, conducido por Raúl Velasco, en Televisa, cuya idea original fue del también compositor hidalguense Humberto Meneses Gómez (1940-1990), fundador y director del Grupo Folclórico Acatlyucan.
Falleció en la Ciudad de México el 30 de julio de 1990, poco después de haber recibido un homenaje en el Teatro de la Ciudad de México, y fue sepultado en su natal Xochiatipan, poblado al que el cabildo le anexó el nombre De Castillo, en su honor, después de haber sido homenajeado de cuerpo presente en la capital del estado de Hidalgo, Pachuca, en donde se interpretaron sus canciones con tríos huastecos y con una banda de viento.

## Reconocimiento
En el hermoso municipio de Huejutla de Reyes, en Hidalgo, residen familiares suyos, y una calle lleva su nombre en honor a él.
En el corazón de Huejutla de Reyes, en Hidalgo, se encuentra la encantadora plaza Nicandro Castillo, mientras que la Casa de la Cultura lleva su nombre en reconocimiento a su legado.
Además, varias escuelas en diversos municipios del Estado de Hidalgo como Zacualtipán, Xochiatipan, San Agustin han sido bautizadas con su nombre como muestra de admiración y respeto. 